# Banatski Karlovac
Banatski Karlovac (cyr. Банатски Карловац) – miasteczko w Serbii, w Wojwodinie, w okręgu południowobanackim, w gminie Alibunar. W 2011 roku liczyło 5082 mieszkańców.